# Bergþór Hrafnsson
Bergþór Hrafnsson (Bergthor, m. 1122) fue un lagman (lögsögumaður) de Islandia en el siglo XII. Era nieto de Gunnar Þorgrímsson hinn spaki que fue también lagman en dos ocasiones. Bergþór fue elegido en su cargo en el althing de 1117 hasta su muerte en 1122. Según la saga de Kristni pasó el invierno de 1117–1118 en la parroquia de Breiðabólstað junto con Hafliði Másson y allí mejoró las leyes islandesas que se presentaron en el althing de 1118 donde fueron aprobadas.